# Mistrzostwa Polski w Judo 1998
42. edycja Mistrzostw Polski w judo odbyła się w dniach 29 – 31 maja 1998 roku w Chorzowie, a Mistrzostwa Polski OPEN 29 grudnia 1998 w Warszawie. 

## Medaliści 42 mistrzostw Polski

### Kobiety
| Konkurencja: | Złoto:             | Srebro:              | Brąz:                                    |
| 48 kg        | Bożena Bednarz     | Anna Żemła-Krajewska | Jolanta Wojnarowicz Katarzyna Kasprowicz |
| 52 kg        | Iwona Machałek     | Małgorzata Wielgosz  | Barbara Krzywda Magdalena Pokorczak      |
| 57 kg        | Ewa Trała          | Marzena Węgrzyn      | Inga Kołodziej Monika Koetera            |
| 60 kg        | Inga Kołodziej     | Magdalena Rainczuk   | Edyta Kucharska                          |
| 63 kg        | Aneta Szczepańska  | Ewa Iwańska          | Irena Tokarz Beata Wolska                |
| 70 kg        | Agata Mróz         | Adriana Dadci        | Marzena Podolska Paulina Ziółkowska      |
| 78 kg        | Izabela Lubczyńska | Barbara Wójcicka     | Anna Koroza Beata Walczak                |
| +78 kg       | Beata Maksymow     | Marta Kołodziejczyk  | Małgorzata Górnicka Aneta Kaczorowska    |
| + 60 kg      | Ewa Iwańska        | Olga Zwolak          | -                                        |

### Mężczyźni
| Konkurencja: | Złoto:              | Srebro:               | Brąz:                                   |
| 60 kg        | Maciej Maciejewski  | Mateusz Michałek      | Artur Brzeziński Bogdan Przystasz       |
| 66 kg        | Piotr Sadowski      | Jacek Cyran           | Jarosław Lewak Krzysztof Wiłkomirski    |
| 73 kg        | Rafał Kozielewski   | Marek Krajewski       | Adam Poździk Krzysztof Wojdan           |
| 75 kg        | Jarosław Lewak      | Marek Krajewski       | Krzysztof Wojdan Sebastian Aulich       |
| 81 kg        | Bronisław Wołkowicz | Jarosław Lewandowski  | Waldemar Banaszak Bahjat Quaddourach    |
| 90 kg        | Artur Kejza         | Przemysław Matyjaszek | Sylwester Gaweł Marek Słyk              |
| 100 kg       | Paweł Nastula       | Jarosław Poździk      | Paweł Sitarski Eugeniusz Misztal        |
| 100 kg       | Rafał Kubacki       | Ireneusz Kwieciński   | Paweł Malowaniec Wojciech Gędzik        |
| +75 kg       | Robert Krawczyk     | Przemysław Matyjaszek | Bronisław Wołkowicz Ireneusz Kwieciński |